# Джордж Харисън
Джордж Харисън (на английски: George Harrison) е английски китарист, певец и автор на песни, най-известен като китарист на рок групата „Бийтълс“.
Наричан понякога „Тихият бийтълс“, Харисън става последовател на индийската култура и спомага за обогатяването на западната популярна музика чрез интегрирането на индийски инструменти и повлияна от индуизма духовност в произведенията на „Бийтълс“. Макар повечето песни на групата да са написани от тандема Ленън-Макартни, повечето албуми на „Бийтълс“ от 1965 година нататък включват поне две композиции на Харисън, сред които Taxman, Within You Without You, While My Guitar Gently Weeps, Here Comes the Sun и Something. Сред ранните музикални влияния върху него са Джордж Формби и Джанго Райнхарт, а по-късно също Карл Пъркинс, Чет Аткинс и Чък Бери.
Към 1965 година Джордж Харисън започва да насочва „Бийтълс“ към фолк рока със своя интерес към Боб Дилън и „Бърдс“, както и към индийската класическа музика с използването на индийски инструменти като ситар. Той свири на ситар в множество песни на „Бийтълс“. През 1967 година той е в основата на застъпването на групата за трансценденталната медитация, а по-късно е свързан с Международното общество за Кришна-съзнание.
След разделянето на „Бийтълс“ през 1970 година Харисън издава тройния албум All Things Must Pass, който е посрещнат много добре от критиката, включва най-успешния му сингъл My Sweet Lord и поставя началото на отличителния му саунд като самостоятелен изпълнител – слайд китарата. През следващата година организира заедно с индийския музикант Рави Шанкар Концерта за Бангладеш, един от първите мащабни благотворителни концерти, достигнали своята кулминация с „Лайв ейд“. Той работи и като музикален и филмов продуцент за създадения от „Бийтълс“ лейбъл „Епъл Рекърдс“, а през 1974 година създава собствен лейбъл – „Дарк Хорс Рекърдс“. През 1978 година е сред съоснователите на филмовата компания „ХендМейд Филмс“, чиято първоначална цел е продуцирането на филма на трупата „Монти Пайтън“ „Животът на Брайън“.

## Биография

### Произход и младежки години
Джордж Харисън е роден на 25 февруари 1943 г. във Вавертрее, предградие на Ливърпул, като най-малък от 4 деца на Харолд (* 1909; † 1978) и Луис Харисън (* 1911; † 1970). Бащата работи като стюард във флота на компанията „Уайт Стар“, а Луис е продавачка в магазин за зеленчуци. Харисън има 2 братя – Харолд (* 1934) и Питър (* 1940), както и сестра Луис (* 1931).
Посещава същото държавно училище „Доувдейл“ (Dovedale Primary School), в което учи и Джон Ленън, 3 класа по-горе, в същия випуск с Питър Харисън. Джон и Джордж не се срещат в този период.
През 1949 г. семейство Харисън се мести в квартал Спик на Ливърпул. Джордж завършва с отличие началното училище и постъпва в Ливърпулския институт в 1954 г. Там почва да се увлича по новата рокендрол вълна и загърбва ученето. Година преди него учи Пол Маккартни. Двамата се запознават в училищния автобус и се сприятеляват. Тогава откриват и общите си интереси към музиката.
Отначало Харисън не проявява интерес към музиката. На 14-годишна възраст изведнъж изявява желание да свири на китара. Започва да се учи сам на музикалния инструмент, но не постига успех. Майка му купува нова китара за 30 лири, за да насърчи труда му. Джордж, брат му Питър и още няколко техни приятели основават групата „Ребълз“ (The Rebels; в превод „Бунтовниците“), с която Харисън прави дебюта си на сцената.

### Куоримен
Джордж, след запознанството си с Пол Маккартни, е поканен на концерт на „Куоримен“ – скифъл група, в която свирят Пол и Джон Ленън. Маккартни запознава своя приятел с Джон. Харисън обаче не постъпва веднага в състава, а вероятно някъде в края на 1957 или началото на 1958 г. Причината е, че е прекалено млад – 3 години по-малък от Ленън и година от Маккартни.
Когато Харисън влиза в „Куоримен“, групата търпи непрекъснати промени поради грубото отношение на Ленън. Джордж е впечатлен от саркастичния, често стигащ до откровени обиди, характер на Джон. Ленън е водач на групата и се опитва да осигурява концертни изяви, но в Ливърпул има много по-добри състави. Накрая в „Куоримен“ остават само 3 души: Джон, Пол и Джордж.

### Бийтълс-ера
Към средата на 1960-те Харисън изучава хиндуизма и допринася за индийските елементи в музиката на групата.
Въпреки че в песните доминират Маккартни и Ленън, някои много успешни песни – като While My Guitar Gently Weeps, Something и Here Comes the Sun, са писани от Джордж Харисън.
През 1966 г. китаристът се жени за фотомодела Пати Бойд. Двойката се разделя в 1977 г., след като Бойд се влюбва в Ерик Клептън.
Става изключително популярен след американското турне на „Бийтълс“ през 1964 г. Известни композиции са: If I Needed Someone, You Like Me Too Much, I Want to Tell You, Think for Yourself, Taxman, Don't Bother Me, I Need You, повлияната от индийската музика Love You To, Within You Without You, Blue Jay Way, Only a Northern Song, Old Brown Shoe,

### Соло-кариера
Джордж Харисън издава през 1968 г. първия си самостоятелен албум – Wonderwall Music. Вторият му албум е озаглавен Electronic Sound. Той е по-авангарден, в него Харисън експериментира със синтезатор.
След разпадането на „Бийтълс“ Харисън има най-успешното начало на солова кариера. През 1970 г. издава албума All Things Must Pass. Продуцент е Фил Спектор, който продуцира албума „Let It Be“ на „Бийтълс“. All Things Must Pass е и до днес най-успешният албум на „бивш Бийтъл“. През 2001 г. е преработен и преиздаден от Джордж Харисън.
През 1971 г. Харисън организира заедно с Рави Шанкар концерт за Бангладеш. Заедно с Джордж Харисън участват Ринго Стар, Били Престън, Ерик Клептън и Боб Дилън. Албумът със записа на концерта, продуциран от него и Фил Спектор, получава награда „Грами“ за албум на годината през 1973 г.
През 1973 г. Give Me Love, Give Me Peace On Earth става следващият Хит № 1. Същият албум Living in the Material World достига върховете на класациите в Америка. С по-малко успех излизат албумите Dark Horse (1974) и Extra Texture (1975). Харисън отказва да работи повече за фирмата Apple Records и прави своя собствена, наречена Dark Horse. Въпреки че следващият му албум Thirty-Three And A Third получава добри отзиви, доста трудно достига до „топ 20“ в САЩ.
След 3-годишна пауза през 1979 г. излиза албумът George Harrison с успешния сингъл Blow Away. Харисън се жени за Оливия Ариас и му се ражда син Дани. Следващата година издава албума Somewhere in England. През 1981 г. се събират наново Джордж Харисън, Ринго Стар, Пол Маккартни и жена му Линда Истман и създават песента All Those Years Ago (1981) в памет на убития през 1980 г. Джон Ленън. Тя достига 2-ро място в класациите в САЩ и се появява в преиздадения албум Somewhere in England.
Следващият албум Gone Troppo (1982) на Харисън се появява почти незабелязано и не достига до никакви класации. Известно става само парчето Dream Away, което се появява във филма Time Bandits. Впоследствие Джордж Харисън почти изчезва от музикалната сцена.
През 1987 г. Харисън се завръща. Got My Mind Set On You става № 1 в САЩ, а албумът Cloud Nine инкасира високи продажби. Продуцент на албума е Джеф Лайн.
От 1988 г. Джордж Харисън е китарист на групата Traveling Wilburys. Други членове са Боб Дилан, Джеф Лайн, Том Пети и Рой Орбисън. Best of Dark Horse 1976 – 89 (1989), както и сингълът Cheer Down остават незабелязани. Също и Live in Japan (1992) заедно с Ерик Клептън не постига успех.
Малко след смъртта на Харисън през януари 2002 г. още веднъж се появява My Sweet Lord като сингъл. Този път достига първите места в британските класации. Същата година се появява и последният албум Brainwashed на „бийтъла“. Продуциран е от Джеф Лайн и сина му Дани Харисън. Включеното в албума инструментално изпълнение на Marwa Blues печели награда „Грами“.

### Музикален и филмов продуцент
Освен към музиката Джордж Харисън проявява интерес и към филмите. Заедно с фирмата HandMade Films продуцира филма „Животът на Брайън“. Следващи проекти са „Вода“, „Бандитски времена“, „Пет ъгъла“, „Мона Лиза“ и „Шанхайска изненада“ (заедно с Мадона и Шон Пен).

### Атентат
На 30 декември 1999 г. в двореца му в Henley-On-Thames Харисън е взет за заложник и лошо ранен. Намесата на жена му Оливия му спасява живота. Тя надвива нападателя, като го удря с абажура си.

### Заболяване
През 1997 г. на Джордж Харисън е поставена диагноза рак. Той умира на 58-годишна възраст в къщата на приятеля си Пол Маккартни в Лос Анджелис. Като причина за смъртта е посочен рак на белите дробове. Кремиран е няколко часа след смъртта му на 29 ноември 2001 г.

## Възпоменателен концерт
На 29 ноември 2002 г. се провежда концерт в памет на Харисън, наречен Концерт за Джордж. Заедно със сина му Дани участие в проявата взимат Ерик Клептън, Джеф Лайн, Гари Брукър, Джо Браун, Албърт Лий, Том Пети, Пол Маккартни и Ринго Стар.

## Музикално влияние
- Карл Пъркинс
- Чък Бери
- Боб Дилън
- Рави Шанкар

След разпаданото на „Бийтълс“ през 1970 г. Харисън издава няколко самостоятелни албума. В хитове се превръщат песните My Sweet Lord и What Is Life. Много хора определят Харисън като един от най-великите китаристи на XX век.

## Дискография

### Албуми
- 1968: Wonderwall Music
- 1969: Electronic Sounds
- 1970: All Things Must Pass
- 1971: The Concert For Bangla Desh
- 1973: Living In The Material World
- 1974: Dark Horse
- 1975: Extra Texture
- 1976: The Best Of George Harrison
- 1976: Thirty Three & 1/3
- 1979: George Harrison
- 1981: Somewhere In England
- 1982: Gone Troppo
- 1987: Cloud Nine
- 1988: The Best of Dark Horse (1976 – 1988)
- 1992: Live in Japan
- 2002: Brainwashed
- 2003: Concert for George [(2 CD + DVD Box)]
- 2004: The Dark Horse Years 1976 – 1992 [6 CD + 1 DVD Box]
- 2004: Dark Horse Years 1976 – 1992 [1 DVD]

### Песни
- 1970: My Sweet Lord / Isn`t it a Pity (USA)
- 1971: My Sweet Lord / What is Life (UK)
- 1971: What is Life / Apple Scruffs (USA)
- 1971: Bangla Desh / Deep Blue
- 1973: Give me Love (Give me Peace on Earth) / Miss O´Dell
- 1974: Dark Horse / I don`t care anymore (USA)
- 1974: Ding Dong Ding Dong / I don`t care anymore (UK)
- 1974: Ding Dong Ding Dong / Hari`s on Tour (Express) (USA)
- 1975: Dark Horse / Hari`s on Tour (Express) (UK)
- 1975: You / World of Stone
- 1975: This Guitar (Can`t keep from crying) / Maya Love
- 1976: This Song / Learning how to love You
- 1977: Crackerbox Palace/ Learning how to love You (USA)
- 1977: True Love / Pure Smokey (UK)
- 1977: It`s what you value / Woman don`t You cry for Me (UK)
- 1979: Blow Away / Soft Touch (UK)
- 1979: Blow Away / Soft – Hearted Hana (USA)
- 1979: Love comes to Everyone / Soft – Hearted Hana (UK)
- 1979: Love comes to Everyone / Soft Touch (USA)
- 1979: Faster / Your Love is forever (UK)
- 1981: All those Years ago / Writings on the Wall
- 1981: Teardrops / Save the World
- 1982: Wake up my Love / Greece
- 1983: I really love You / Circles (USA)
- 1985: I don`t want to do it / (Dave Edmunds: Queen of the Hop) (USA)
- 1987: Got my Mind set on You / Lay his Head
- 1987: 12” Got my Mind set on You (Extended Version)/ Got my Mind set on You (Single Version) / Lay his Head
- 1988: When We was Fab / Zig Zag
- 1988: 12”-CD When We was Fab (Unextended Version) / Zig Zag / That`s the Way it goes (Remix) / When We was Fab (Reverse End)
- 1988: This is Love / Breath away from Heaven
- 1988: 12”-CD This is Love / Breath away from Heaven / All those Years ago / Hong Kong Blues
- 1989: Cheer down / Poor little Girl (UK)
- 1989: 12”-CD Cheer down / Poor little Girl / Crackerbox Palace (UK)
- 1989: Cheer down / That what it takes (USA)
- 2001: My Sweet Lord 2000 / All things must pass (USA)
- 2002: CD My Sweet Lord / Let it down / My Sweet Lord 2000
- 2003: Any Road / Marwa Blues
- 2003: CD Any Road / Marwa Blues / Any Road (Video)

## На върха на класациите

### Соло

#### Албуми
| 1968 | Wonderwall                   | 22           | -          | 49  |
| 1969 | Electronic Sounds            | не е издаден | -          | 191 |
| 1970 | All Things Must Pass         | 10           | 1          | 1   |
| 1972 | The Concert for Bangla Desh  | -            | 1          | 2   |
| 1973 | Living in the Material World | 20           | 2          | 1   |
| 1974 | Dark Horse                   | 45           | -          | 4   |
| 1975 | Extra Texture                | -            | 16         | 8   |
| 1976 | Thirty Three & 1/3           | -            | 35         | 11  |
| 1976 | Best of George Harrison      | -            | 100 (2001) | 31  |
| 1979 | George Harrison              | -            | 39         | 14  |
| 1981 | Somewhere in England         | 36           | 13         | 11  |
| 1982 | Gone Troppo                  | -            | -          | 108 |
| 1987 | Cloud Nine                   | 15           | 10         | 8   |
| 1989 | Best of Dark Horse           | -            | -          | 132 |
| 1992 | Live in Japan                | -            | -          | 126 |
| 2002 | Brainwashed                  | 17           | 29         | 18  |

#### Песни
| 1970 | My Sweet Lord                             | 1            | 1            | 1            |
| 1971 | What Is Life                              | 3            | не е издаден | 10           |
| 1971 | Bangla-Desh                               | 23           | 10           | 23           |
| 1973 | Give Me Love (Give Me Peace on Earth)     | 28           | 8            | 1            |
| 1974 | Dark Horse                                | 46           | -            | 15           |
| 1974 | Ding Dong, Ding Dong                      | 31           | 38           | 36           |
| 1975 | You                                       | 43           | 38           | 20           |
| 1975 | This Guitar (Can’t Keep from Crying)      | -            | -            | -            |
| 1976 | This Song                                 | -            | -            | 25           |
| 1976 | True Love                                 | не е издаден | -            | не е издаден |
| 1977 | Crackerbox Palace                         | -            | -            | 19           |
| 1977 | It’s What You Value                       | не е издаден | -            | не е издаден |
| 1979 | Blow Away                                 | -            | 51           | 16           |
| 1979 | Love Comes to Everyone                    | -            | -            | -            |
| 1979 | Faster                                    | -            | -            | не е издаден |
| 1981 | All Those Years Ago                       | 44           | 9            | 2            |
| 1981 | Teardrops                                 | -            | -            | -            |
| 1982 | Wake Up My Love                           | -            | -            | 53           |
| 1983 | I Really Love You                         | -            | не е издаден | -            |
| 1985 | I Don’t Want to Do It                     | не е издаден | не е издаден | -            |
| 1987 | Got My Mind Set on You                    | 7            | 2            | 1            |
| 1987 | Devil’s Radio (US Radio-Promo)            | не е издаден | не е издаден | -            |
| 1988 | When We Was Fab                           | 40           | 25           | 23           |
| 1988 | Cloud Nine (US Radio-Promo)               | не е издаден | не е издаден | -            |
| 1988 | This Is Love                              | -            | 55           | -            |
| 1989 | Cheer Down                                | -            | -            | -            |
| 1989 | Poor Little Girl (US Radio-Promo)         | не е издаден | не е издаден | -            |
| 2002 | My Sweet Lord                             | 74           | 1            | 94           |
| 2002 | Stuck Inside a Cloud (Radio Promo-Single) | -            | -            | -            |
| 2003 | Any Road                                  | не е издаден | 37           | не е издаден |